# Cruzeiro do Oeste
Cruzeiro do Oeste là một đô thị thuộc bang Paraná, Brasil. Đô thị này có diện tích 779,222 km², dân số năm 2007 là 20814 người, mật độ 22 người/km².